# Liste von Säkularinstituten
Diese Liste von Säkularinstituten enthält, alphabetisch sortiert, Säkularinstitute nach kanonischem Recht (710–730 CIC).
| Name                                                          | Gründung | Mitglieder               | Anzahl der Mitglieder              |
| ------------------------------------------------------------- | --- | ------------------------ | ---------------------------------- |
| Allgemeine Frauenkommende                                     | 1951 | Frauen                   |                                    |
| Ancillae Christi Regis                                        | 1926 | Frauen                   |                                    |
| Benignitas-Gemeinschaft                                       | 1949 | Frauen                   |                                    |
| Caritas Christi                                               | Gründung durch 1938                                                                                         | Frauen                   | 1297                               |
| Christkönigs-Institut Meitingen                               | 1919 | Frauen/Männer            |                                    |
| Filiación Cordimariana                                        | 1843 von Antonius Maria Claret gegründet 1947 als Säkularinstitut konstituiert                              | Frauen                   | 400                                |
| Fraternität Jesus Caritas                                     | 1952 | Frauen                   | 200                                |
| Frauen von Schönstatt                                         | 1938 | Frauen                   | ca. 300                            |
| Gemeinschaft Unserer Lieben Frau vom Wege                     | 1936 | Berufstätige Frauen      |                                    |
| Gemeinschaft der Augustinusschwestern                         | 1940 | Frauen                   |                                    |
| Gemeinschaft der Missionshelferinnen                          | 1954 | Frauen                   | 60                                 |
| Institut Notre-Dame de Vie                                    | 1932 | Frauen, Männer, Priester | Frauen 470                         |
| Institut St. Bonifatius                                       | 1949 | Frauen                   | etwa 300                           |
| Instituto Secular das Catequistas do Sagrado Coração de Jesus | 1940 | Frauen und Priester      |                                    |
| Istituto del Prado                                            | 1856 | Priester                 |                                    |
| Johannesgemeinschaft                                          | 1944 | Frauen, Männer, Priester |                                    |
| Katharina-Werk Säkularinstitut Katharina-Werk e. V.           | 1913/1952                                                                                                   | Frauen                   | 31 im Säkularinstitut 68 im Verein |
| Missionare/innen vom Königtum Christi                         | Missionarinnen 1919, Missionare 1928                                                                        | Frauen und Männer        | 2500                               |
| Missionspriester vom Königtum Christi                         | 1953 | Priester                 | 300                                |
| Missionsoblatinnen der Makellosen Jungfrau Maria              | |                          |                                    |
| Säkularinstitut Ancillae                                      | 1946 | Frauen                   |                                    |
| Säkularinstitut Ancillae Sanctae Ecclesiae (ASE)              | Gründung 1919 als „Vereinigung katholischer Diakoninnen“, Anerkennung 1952 als Säkularinstitut, Umbenennung | Frauen                   | 30                                 |
| Säkularinstitut Cruzadas de Santa María                       | 1960 | Frauen                   | In Deutschland 16                  |
| Säkularinstitut der heiligen Angela Merici                    | 1958 | Frauen                   |                                    |
| Säkularinstitut der Scalabrini-Missionarinnen                 | 1961 | Frauen                   | 50                                 |
| Säkularinstitut des heiligen Franz von Sales                  | 1939 | Frauen                   |                                    |
| Säkularinstitute Opus Spiritus Sancti                         | 1951 Säkularinstitut der Frauen 1954 Säkularinstitut der Diözesanpriester                                   | Frauen, Priester         | Frauen 85 Priester 250             |
| Säkularinstitute der Paulusfamilie                            | 1956–1960                                                                                                   | Priester, Männer, Frauen | ca. 2600                           |
| Säkularinstitut Servitium Christi                             | 1963 | Frauen                   |                                    |
| Säkularinstitut St. Pius X.                                   | 1959 | Männer und Frauen        | 250                                |
| Schönstatt-Institut Diözesanpriester                          | 1945 | Priester                 | 200                                |
| Schönstatt-Institut Marienbrüder                              | 1942 | Männer                   | 21                                 |
| Schönstätter Marienschwestern                                 | 1926 | Frauen                   | ca. 1800                           |
| Schönstatt-Patres                                             | 1965 | Priester                 | 377                                |
| Servitanisches Säkularinstitut                                | 1952 | Frauen                   |                                    |
| Societas de Imitatione Christi                                | 1947 | Frauen                   |                                    |
| Volontarie Don Boscos                                         | 1917 | Frauen                   | 1300                               |
| Weltinstitut vom heiligen Dominikus                           | | Frauen                   |                                    |
| Werk der Frohbotschaft Batschuns                              | 1947 | Frauen                   | 67                                 |